# Wayne Macdonnell
Wayne Macdonnell fue un jugador de bádminton, nacido el 28 de junio de 1940, en Vancouver, Columbia Británica, Canadá. Fue un destacado jugador del bádminton durante los años 1960s, principalmente, en la categoría de singles varonil, donde siempre mostró un alto nivel de rendimiento durante los dieciocho años de su carrera deportiva.

## Biografía
Wayne Macdonnell ganó cinco Campeonatos Provinciales de la Columbia Británica en la categoría de singles, en 1961, 1962, 1964, 1966 y 1967, además de otros tres campeonatos en la rama de dobles varonil en los años 1962, 1966, y 1975.
En 1962, Wayne Macdonnell ganó por primera vez el Campeonato Nacional de Bádminton de Canadá a los 21 años de edad; dicho título lo volvió a ganar cinco veces más en forma consecutiva en 1963, 1964, 1965, 1966, y 1967, logrando una marca de seis títulos consecutivos en la rama de singles varonil, mismo que a la fecha nadie ha podido superar. También obtuvo un campeonato en la rama de dobles varonil, jugando de pareja de Bert Fergus. En realidad, Wayne Macdonnell compitió entre 1962 y 1967 en alrededor de una docena de torneos por año, sumando más de 65 torneos, en los cuales nunca perdió un solo partido en contra de cualquier otro jugador canadiense.
Entre 1958 y 1975, Wayne Macdonnell ganó catorce títulos en la categoría de singles del Campeonato Estatal de Washington; en 1966,  ganó el Campeonato Nacional Abierto de Bádminton de los Estados Unidos en la rama de mixtos, haciendo pareja con Tyna Barinaga, así como el Abierto de Irlanda en la categoría de singles en 1970.
Wayne Macdonnell también desempeñó un papel fundamental como jugador de singles en los equipos canadienses que compitieron en la Thomas Cup. En total, Macdonnell jugó para Canadá en seis Thomas Cup entre 1961 y 1976, lo cual constituye un récord que ningún otro jugador canadiense ha sido capaz de igualar.
Al retirarse como jugador de bádminton, Wayne Macdonnell continuó involucrado en el bádminton dirigiendo el equipo de la Columbia Británica que ganó la medalla de plata en los Juegos de Invierno del Canadá en 1975 y el equipo de la Thomas Cup que compitió para Canadá en 1986.
En 1993, Wayne Macdonnell fue elegido para el Salón de la Fama Deportivo de la Columbia Británica; Macdonnell es también miembro del Salón de la Fama del Bádminton en Canadá.
Finalmente, Wayne Macdonnell fue elegido presidente de la Asociación de Bádminton en Canadá (Bádminton Canadá); asimismo, es miembro corporativo de Sears Canadá en Ontario.